# Leukada
Leukada (starogr. Λευκάς, nowogr. Λευκάδα, również Leukas, Lefkada, Lefkas, dawniej wł. Santa Maura) – wyspa na Morzu Jońskim u zachodnich wybrzeży Grecji, wchodząca w skład archipelagu Wysp Jońskich. Nazwę zawdzięcza bieli miejscowych skał (gr. lefkos – biały).
Należy do administracji zdecentralizowanej Peloponez, Grecja Zachodnia i Wyspy Jońskie, w regionie Wyspy Jońskie, do jednostki regionalnej Leukada, w gminie Leukada. Główną miejscowością jest Leukada.

## Wiadomości ogólne
Wyspa zajmuje powierzchnię 354,12 km², jest górzysta (najwyższy punkt – góra Elati ma 1182 m n.p.m.), porośnięta twardolistnymi zaroślami frygany, drzewami oliwnymi i cyprysami. Ze stałym lądem połączona jest groblą wiodącą pomiędzy lagunami, przekopaną kanałem jeszcze w starożytności (VII w. p.n.e.) przez Koryntian. Komunikację drogową umożliwia 30-metrowy most obrotowy na kanale wodnym łączącym port w Leukadzie z otwartym morzem, wybudowany w 1986 r.
W 2011 r. zamieszkiwana była przez 22 652 osób. Miejscowa ludność zajmuje się rybołówstwem i produkcją soli (saliny) z wody morskiej, poza tym na wyspie uprawia się winorośl (na zachodnich stokach), drzewa cytrusowe i oliwki. Wyspa jest żyzna, na wschodnim wybrzeżu bagna i zbiorniki ściekowe sprzyjają jednak mnożeniu się komarów. Wobec braku szczególnych walorów turystyka jest słabiej rozwinięta, ogranicza się do dwóch miejscowości wypoczynkowych: Vasiliki na południu i Nidri na wschodnim wybrzeżu, mającej łączność z pobliską wyspą Meganisi.

## Historia
Zasiedlona w drugiej połowie II tysiąclecia p.n.e. przez Achajów, w VII wieku p.n.e. skolonizowana przez Koryntian – z tego okresu pochodzi świątynia Apollina na przylądku Dukato. W starożytności wyspa znana była z tej świątyni oraz skały, z której do morza strącano zbrodniarzy. Według legendy z tzw. Białej Skały rzuciła się grecka poetka Safona.
Od IV wieku p.n.e. uzależniona od Macedonii, na początku II wieku p.n.e. pod władzą Rzymian, później w  składzie cesarstwa wschodniorzymskiego (bizantyjskiego). W XIV w. zajęta i ufortyfikowana przez Wenecjan jako Santa Maura, w 1479 r. zdobyta przez osmańskich Turków, później ponownie opanowana przez Wenecjan, których w 1797 r. usunęli Francuzi. W latach 1800–1807 była częścią Republiki Siedmiu Wysp (tzw. Heptanezu), od 1810 r. wraz z innymi Wyspami Jońskimi stanowiła protektorat brytyjski. Do Grecji została przyłączona w 1864 r.

## Kultura
Wyspa jest miejscem urodzenia wybitnych greckich poetów – Aristotelisa Valaoritisa (1824) oraz Angelosa Sikelianosa (1884), pisarza i kulturoznawcy Lafcadio Hearna (1850), a także kilku innych przedstawicieli greckiej kultury (śpiewaków, muzyków), czy polityków. Mieszkał na niej również magnat finansowy Aristotelis Onasis.
Od 1962 r. na wyspie corocznie odbywa się jeden z najstarszych na świecie międzynarodowych festiwali folklorystycznych, trwający przez całe lato, z imprezami usytuowanymi głównie w poweneckim zamku Santa Maura (lecz także w wioskach).
Wyspa jest znanym miejscem do uprawiania windsurfingu i kitesurfingu. Sezon rozpoczyna się w kwietniu i trwa do września. Miejsce to swoją popularność zawdzięcza termicznym wiatrom osiągającym prędkość do 25 węzłów i dogodnym warunkom, sprzyjającym uprawianiu dyscyplin takich jak bum&jump oraz freestyle; m.in. wokół Leukady występują wysokie fale, potęgowane przez lokalny szkwał (bouríni).